# Alvier (vattendrag)
Alvier är ett vattendrag i Österrike.   Det ligger i förbundslandet Vorarlberg, i den västra delen av landet, 500 kilometer väster om huvudstaden Wien.
Trakten runt Alvier består i huvudsak av gräsmarker. Runt Alvier är det ganska glesbefolkat, med 47 invånare per kvadratkilometer.